# Славський район
Славський район (рос. Славский район) — адміністративна одиниця Калінінградської області Російської Федерації.
Адміністративний центр — місто Славськ.

## Адміністративний поділ
До складу району входять одне міське та 3 сільських поселення:
1. Місто районного значення Славськ
2. Большаковське сільське поселення
3. Тімірязєвське сільське поселення
4. Ясновське сільське поселення